# IDGAF (canción de Drake)
«IDGAF» es una canción del rapero y cantante canadiense Drake con el rapero estadounidense Yeat. Fue lanzada el 6 de octubre de 2023 a través de OVO y Republic como la séptima pista del octavo álbum de estudio de Drake, For All the Dogs. Drake y Yeat escribieron la canción junto a los productores Bnyx y Sebastian Shah, y los compositores Play Boy Nick, Norma Winstone y John Taylor.

## Antecedentes
Los dos artistas interactuaron por primera vez en agosto de 2023, después de que Yeat recibiera un reconocimiento de Drake por su canción «Bigger Then Everything».El 13 de septiembre, los raperos se juntaron para una campaña promocional de la marca de moda NOCTA de Drake y Nike.

## Composición
«IDGAF» fue producido por Bnyx y Sebastian Shahy comienza con el sample de la canción «The Tunnel» de la banda de jazz británica Azimuth lanzada en 1977. Más tarde, Yeat interrumpe la introducción y continúa con su verso "zumbante" en una pista con tintes futuristas.Durante la canción, Drake y Yeat intercambian ganchos y versos de manera agresiva. La producción posee muchos bajos y es similar a los "rage beats",la canción es sobre como los raperos alardean de su fama, talento y riqueza, y no se guardan nada en tirarles a las personas que están "debajo de ellos".

## Posicionamiento en las listas
| Listas (2023)                             | Posición |
| ----------------------------------------- | -------- |
| Australia (ARIA)                          | 6        |
| Australia Hip Hop/R&B (ARIA)              | 3        |
| Austria (Ö3 Austria Top 40)               | 16       |
| Bélgica(Billboard)                        | 19       |
| Canadá (Canadian Hot 100)                 | 1        |
| República Checa (Singles Digitál Top 100) | 20       |
| Dinamarca (Tracklisten)                   | 25       |
| 49                                        | 49       |
| 25                                        | 25       |
| 62                                        | 62       |
| 1                                         | 1        |
| 17                                        | 17       |
| 9                                         | 9        |
| 45                                        | 45       |
| Letonia (LAIPA)                           | 1        |
| Lituania (AGATA)                          | 5        |
| Luxemburgo (Billboard)                    | 5        |
| MENA (IFPI)                               | 12       |
| 24                                        | 24       |
| 6                                         | 6        |
| 13                                        | 13       |
| Polonia (Polish Streaming Top 100)        | 23       |
| 11                                        | 11       |
| Rumania (Billboard)                       | 13       |
| 7                                         | 7        |
| Sudáfrica (Billboard)                     | 5        |
| Sudáfrica Streaming (RISA)                | 5        |
| 43                                        | 43       |
| 6                                         | 6        |
| 5                                         | 5        |
| 3                                         | 3        |
| 2                                         | 2        |
| 2                                         | 2        |